# Lachen-Speyerdorf
Lachen-Speyendrof est une ancienne commune allemande, située dans le Land de Rhénanie-Palatinat, aujourd'hui quartier de Neustadt an der Weinstraße.

## Histoire
Les deux communes de Lachen et Speyerdorf ont fusionné en 1874 pour former la nouvelle commune de Lachen-Speyerdorf.
En 1969, Lachen-Speyendrof fait partie d'une série de communes indépendantes qui sont incorporées à Neustadt.

## Caserne et aérodrome

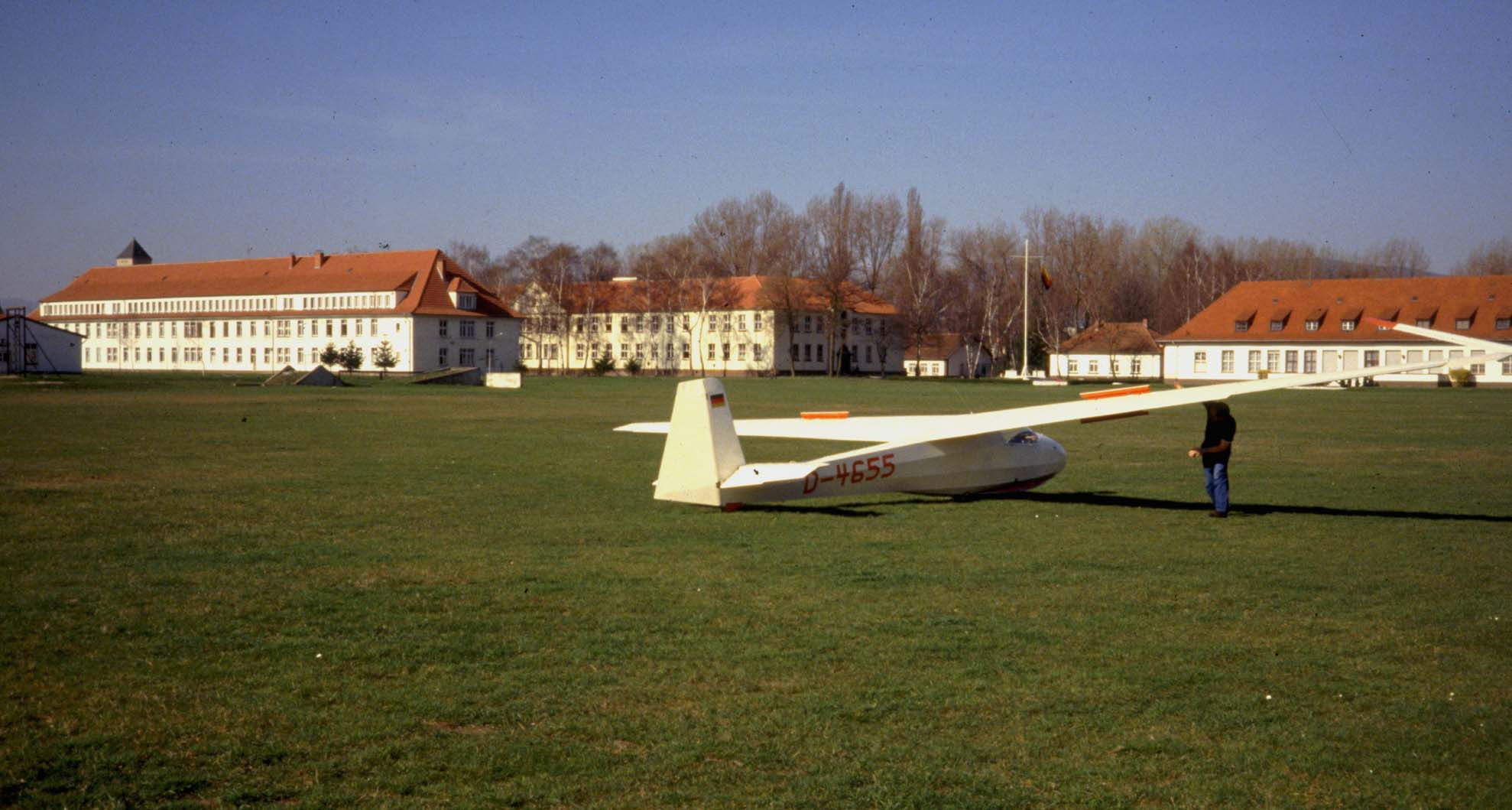
Quartier Edon derrière l'aérodrome en 1988

L'aérodrome de Speyerdorf, construit en 1912 et ouvert en 1913, est l'un des dix plus anciens aérodromes d'Allemagne.
Pendant la Première Guerre mondiale s'y trouvait une école d'aviation militaire.
Pendant l'entre deux-guerres, l'Armée française y installe une garnison. À partir de 1918 et jusqu'à la fin des années 1920, le 12e Régiment d'Aviation de Bombardement (RAB) y est installé.
L'endroit est ensuite transformé en camp de travail par le régime nazi.
Puis, de nouveau occupé par l'Armée française après la Seconde Guerre Mondiale, jusqu'en 1992.
La dernière unité des Forces françaises en Allemagne qui y fut stationnée était le 2e groupe de chasseurs qui se partageait entre le quartier Turenne à Neustadt an der Weinstraße et le quartier Edon à Lachen-Speyerdorf.
Le quartier des Chasseurs jouxtait le petit aérodrome de Lachen-Speyerdorf.